# 費爾菲爾德縣 (俄亥俄州)
費爾菲爾德縣（英語：Fairfield County）是美国俄亥俄州中部的一個縣，面積1,317平方公里。根據2020年美國人口普查，共有人口15萬8,921人。縣治蘭開斯特。該縣成立於1800年12月9日，縣名來自英国的同名地。